# Beenkeragh
Beenkeragh (irl. Binn Chaorach – góra owiec) – drugi pod względem wysokości szczyt Irlandii. Podobnie jak najwyższy Carrantuohill, znajduje się w paśmie Macgillycuddy’s Reeks w hrabstwie Kerry. Ma 1008 m wysokości.
Beenkeragh leży na północ od Carrantuohill. Łączy je wąska grań, na której leży szczyt The Bones.
Scottish Mountaineering Club klasyfikuje Beenkeragh jako furth – szczyt o wysokości powyżej 3000 stóp, który znajduje się na Wyspach Brytyjskich poza granicami Szkocji.